# Parc éolien de Scout Moor
Le Parc éolien de Scout Moor est le plus grand parc éolien terrestre d'Angleterre. Construit pour Peel Wind Power Ltd, le parc éolien produit de l'électricité à partir de 26 éoliennes Nordex N80. Il possède une puissance nominale totale de 65 MW d'électricité, fournissant 154 000 MWh par an (une puissance moyenne de 17,6 MW, un facteur de charge de 27 %); assez pour servir les besoins moyens de 40 000 foyers. Le site occupe 1 347 acres de lande ouverte entre Edenfield, Rawtenstall et Rochdale, et est divisé entre le district métropolitain de Rochdale dans le nord du Grand Manchester et le district de Rossendale dans le sud-est du Lancashire. Les éoliennes sont visibles depuis le sud de Manchester, à 24–32 km.
Un groupe de protestation s'est formé pour résister à la proposition de construction et a attiré le soutien du botaniste et militant écologiste David Bellamy. En dépit de l'opposition, les permis de construire ont été accordés en 2005 et sa construction a commencé en 2007. Bien que les travaux sur le projet ont été entravés par les intempéries, la difficulté du terrain, et les précédentes activités minières, le parc éolien a été inauguré officiellement le 25 septembre 2008, après « des années de controverse », à un coût de 50 millions de livres sterling (56 millions d'euros).

## Géographie
Scout Moor est un haut marais de tourbière et de bruyère dans les Pennines du Sud, atteignant une altitude de 473 m à son sommet, Top of Leach,. La géologie du sous-sol, mélange de roches dures et de schistes tendres, possède de basses couches de houille. La roche et les schistes s'érodent à des rythmes différents, ce qui donne à la zone un paysage rempli d'escarpements abrupts séparés par des reliefs en pente, même si le sommet principal de la lande est plat et arrondi. La lande couvre une superficie d'environ 1 347 acres (545 ha), dont moins de 21 acres (8,5 ha), environ 2 %, sont occupés par le parc éolien.

Le parc éolien de Scout Moor vu depuis le Peel Monument de Ramsbottom.

La carrière de Scout Moor est une mine à ciel ouvert de 250 acres (100 ha) à Edenfield utilisée pour l'extraction de grès, et qui possédait auparavant sa propre ligne de chemin de fer. La frange orientale du parc éolien s'étend jusqu'à Hail Storm Hill (également connu sous le nom de Cowpe Moss), l'un des 180 Marilyns,. La présence de charbon à Scout Moor a conduit à l'exploitation extensive et non enregistrée de charbon à faible profondeur dans la zone pendant les XVIIIe et XIXe siècles. Les galeries d'accès, les puits et les veines de charbon de cette période marquent le paysage,.

## Histoire

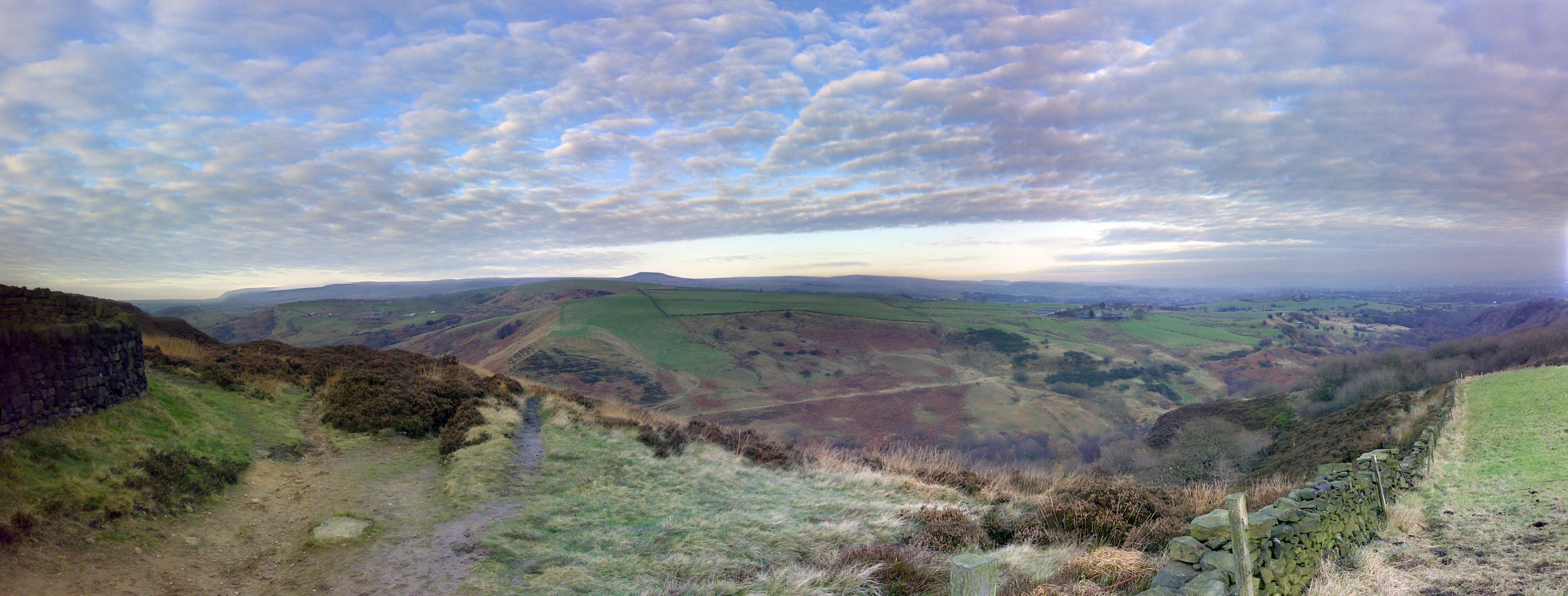
Une vue sur Scout Moor, à proximité de la vallée Cheesden, avant la construction du parc éolien.

En Angleterre, les collines de Scout sont de longues crêtes de roche, qui semblent s'étendre à l'horizontale. Scout est une déformation du vieil anglais sceot, qui signifie « tiré » ou « à tirer » suggérant que le peuplement Anglo-Saxon s'est installé dans la localité à une époque très ancienne. Kinder Scout dans le Derbyshire partage cette étymologie. Le village de Shuttleworth, à l'ouest de Scout Moor, tire son nom de Sceot-hulls-worth, qui signifie « lieu d'habitation près des collines de Scout. »
Bien que le gouvernement britannique ait fixé un objectif de 10 % pour la proportion de l'électricité du Royaume-Uni produite en énergies renouvelables avant 2010, L'énergie éolienne au Royaume-Uni a un long passé de controverse, avec un taux moyen d'approbation des permis d'urbanisme de seulement 28 % pour les parcs éoliens terrestres. Scout Moor a d'abord été reconnu comme étant un excellent site pour l'installation d'un parc éolien en 2001. Peel Holdings a chargé des consultants en études de marché de l'organisation MORI d'effectuer un sondage téléphonique sur dix-sept jours en 2002, sollicitant l'avis des habitants de Bury, Rossendale et Rochdale à propos de parcs éoliens en général, et Scout Moor en particulier. Les résultats ont montré que 88 % des personnes pensaient que les parcs éoliens étaient une très ou assez bonne idée, 72 % pensaient que le projet de Scout Moor était une très ou assez bonne idée, et 63 % considéraient l'énergie éolienne comme source d'énergie privilégiée.
La proposition de construire un parc éolien a été annoncée en 2003 lors du partenariat commercial entre United Utilities et Peel Holdings. Peu après, un lobby, The Friends of Scout and Knowle Moor, s'est formé et le 9 septembre 2003 des représentants du groupe ont assisté à une réunion du comité de la zone du district métropolitain de Bury, Ramsbottom et Tottington pour s'opposer aux plans. Au cours de la réunion, le porte-parole du groupe a déclaré que, même s'ils appuyaient l'utilisation des énergies alternatives, ils estimaient que le choix de cette zone était mauvais. Parmi les objections on comptait le fait que le plan était contraire au Plan Unitaire d'urbanisme et à la Ceinture verte, et porterait atteinte aux biens communaux, à la campagne et les zones d'importance écologique et de valeur paysagère particulière. Le groupe a également pris en considération le fait que l'aménagement proposé serait disproportionné avec le paysage, ayant des conséquences négatives sur la tourbe, les cours d'eau et la faune, et causerait de graves dommages visuels, ainsi que de fortes nuisances sonores.
La deuxième présentation a été faite par un représentant du parc éolien de Scout Moor qui a fait valoir la nécessité pour la Grande-Bretagne de produire de l'énergie verte propre, sans émission nocive, pour contrer les dangers croissants du réchauffement climatique. Il a poursuivi en disant que le Royaume-Uni avait moins de parcs éoliens que les autres grands pays industriels d'Europe, alors qu'il s'agit d'un pays où il y a plus de vent, et que l'Angleterre du Nord-Ouest avait un faible taux de couverture par les énergies renouvelables, avec seulement 1,3 % de l'électricité produite à partir d'énergies renouvelables. À la suite de cette réunion, la campagne d'opposition à la proposition a pris de l'ampleur, et en novembre 2003, une manifestation dirigée par le militant de l'environnement et professeur David Bellamy a eu lieu dans la lande.

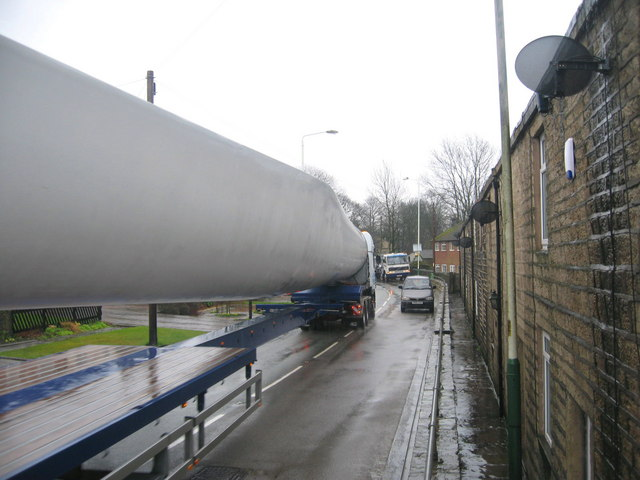
Une lame de 40 mètres passant par Edenfield.

Bien que le Conseil du district métropolitain de Bury ait appuyé la proposition, des objections ont été soulevées par le Conseil du comté de Lancastre, le Conseil du district métropolitain de Rochdale et le Conseil du district métropolitain de Rossendale, et une enquête publique fut menée en novembre et décembre 2004. Le Secrétaire d’État au Commerce et à l'Industrie a donné son accord formel à la demande de développement du parc éolien en mai 2005, époque à laquelle United Utilities avait vendu sa part dans le projet et mis fin à sa participation,. Un certain nombre de conditions ont été imposées :

« En vertu de l'article 106 du Town and Country Planning Act (1990), le demandeur sera tenu d'établir un plan de gestion de l'habitat. D'autres conditions ont été mises sur le développement, y compris ce qui suit :
- Les pistes d'accès à tous les domaines aux et autour des bases de turbines doivent rester non clôturées. L'accès sera autorisé sur le site pour l'ensemble de la durée de vie du développement pour les membres du public et les élevages et le pâturage.
- La construction aura lieu en dehors de la saison de nidification des oiseaux.
- Une enquête aura lieu pour établir la présence de blaireaux dans la zone avant que le développement ait lieu.
- Aucun développement n'aura lieu avant une recherche archéologique complète.

D'autres conditions ont été ajoutées à l'accord et de nombreuses enquêtes et évaluations doivent être effectuées par le demandeur avant le commencement du développement. »

Le 20 avril 2006, Janet Anderson (député de Rossendale et Darwen) a demandé à Margaret Beckett, secrétaire d'État à l'environnement, de l'Alimentation et des Affaires rurales, si le développement réunirait les dispositions du projet de loi, au sujet de la protection et l'accès du public aux biens communaux. La réponse de Jim Knight, Sous-secrétaire d’État Parlementaire aux Affaires Rurales, Paysage et Biodiversité, est que "[l]es demandes sont faites en vertu de l'article 147 des Mouvements des enclosures de 1845. Des considérations sont accordées en vertu de ces dispositions à l'effet de l'échange sur le droit légal du grand public à l'accès sur les terres. Les dispositions futures dans le projet de loi ne sont pas pertinentes."

### Construction

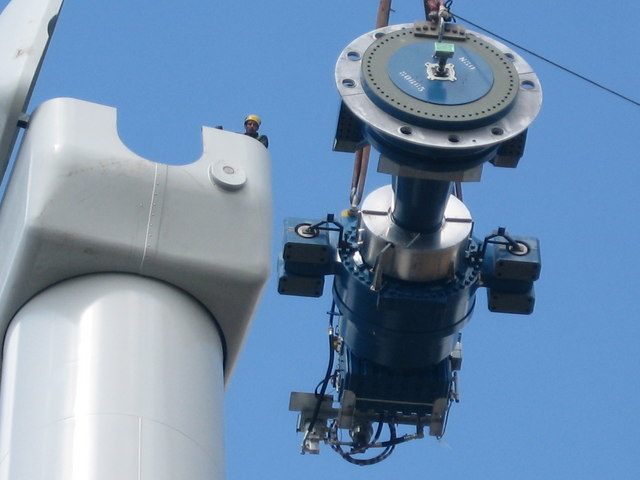
La boîte de vitesses, l’arbre du rotor et le frein levé en position

La conception détaillée du projet a été achevée durant l'été 2006 et la construction a commencé en janvier 2007. La première tâche était de construire une route d'accès stable, mais la lande était recouverte d'une couche de tourbe avec une faible capacité porteuse. Toute la zone a également été soumise à l'exploitation minière de charbon considérable au cours du XIXe et début du XXe siècle, il existait donc un risque d'effondrement. Pour remédier à ces problèmes, les trous d'extraction minière furent comblés et une route flottante fut construite, en utilisant un système complexe de géotextiles et de géogrilles pour empêcher la route de s'effondrer. Ceci a été réalisé en établissant une base de graviers concassés, renforcée avec du polyester et des grilles de polypropylène, afin de combler les vides miniers éventuels et veiller à ce que la faible résistance au cisaillement du sous-sol soit compensée par ce matériel.
Les éoliennes sont arrivées à Scout Moor en pièces détachées, transportées par des véhicules de marchandises le long de l'autoroute M66 vers Edenfield dans le cadre d'une livraison durant 76 jours.
Le temps a contraint la construction du parc éolien pour les équipes de l'entrepreneur McNicholas et du fournisseur allemand de turbine Nordex. Lors des phases finales, le gestionnaire de projet pour McNicholas a été cité disant :

« La météo a été sans conteste le plus grand défi que nous avons connu jusqu'ici. Nous avons travaillé avec des vitesses de vent bien au-delà de 190 km/h et des températures aussi basses que −12 degrés Celsius, qui semble être −25 degrés à cause du refroidissement éolien. J'ai travaillé sur beaucoup de projets de construction de parc éolien, mais les conditions défavorables ont rendu ce projet plus difficile ... Nous avons dépensé 30 000 livres sterling (33 020,06 €) sur les équipements de protection individuelle pour les travailleurs. Se garder au chaud, se nourrir et se déplacer dans ces conditions est un grand projet de gestion, mais nous l'avons fait. »

Le parc éolien s'étend sur près de 3,2 km de lande ouverte entre Edenfield, Rawtenstall et Rochdale, le plus grand parc éolien terrestre d'Angleterre,, a été officiellement inauguré le 25 septembre 2008,. A la date du 26 août 2008, 21 des 26 turbines ont été commandées et 4 000 MWh d'électricité ont été exportés vers le réseau national. Les éoliennes sont visibles depuis le sud de Manchester, depuis 24 à 32 km de là, et sont censées produire suffisamment d'électricité pour répondre aux besoins de 40 000 foyers moyens. Scout Moor a la capacité de produire un total de 65 MW, par rapport à la capacité de 90 MW de Kentish Flats, le plus grand parc éolien offshore du Royaume-Uni de l'époque. Le coût total du projet Moor Scout était de 50 millions de livres (56 million €), mais Peel Holdings prévoyait que les éoliennes soient en activité pendant au moins 25 ans. Depuis son ouverture, le parc éolien "est devenu une attraction touristique à part entière". Un calendrier montrant des photographies de la construction du parc éolien figurait dans les nouvelles locales.

## Plans d'avenir
Au cours d'une séance privée tenue en mai 2007 entre les développeurs et les élus locaux invités, on a proposé des plans en faveur d'un autre grand parc éolien composé de 24 turbines dans les landes au-dessus de Haslingden à Rossendale, couvrant Treize Stone Hill et Oswaldtwistle. À la suite de la réunion, Catherine Pilling, conseillère démocrate libérale de Rossendale, exprima son point de vue sur le fait que la beauté naturelle de la vallée de Rossendale était menacée étant donné qu'elle était de plus en plus ciblée par les développeurs de parcs éoliens. Notre parti est en faveur des énergies renouvelables", a-t-elle déclaré, " mais Rossendale est une zone d'une beauté exceptionnelle, et vous devez vous demander : seraient-ils capables de construire une chose semblable dans le Lake District?" Le leader du Conseil du District de Rossendale Duncan Ruddick qui représente le quartier électoral de Worsley à Rossendale, le site proposé pour le nouveau parc éolien, a déclaré qu'il était contre les parcs éoliens et serait en campagne d'opposition et parlerait à la commission de contrôle du développement à sa venue. Le leader des élus locaux du Parti travailliste s'est également opposé à ce plan, disant qu'il était préoccupé par la taille des éoliennes et par le fait que l'impact visuel sur les «belles landes de Pennine" serait dévastateur.
Pendant la durée de vie du parc éolien, la filiale énergétique de Peel Holdings Ltd, fournira jusqu'à 500 000 livres sterling (550 000 €) pour aider les propriétaires à créer des zones riches en biodiversité dans les terres entourant la lande. Un habitat cible privilégié envisagé pour être amélioré et recréé dans le cadre du Plan d'amélioration de l'habitat est la tourbière de couverture et d'importants habitats pour les alouettes et les échassiers à la lisière des landes. Pour recevoir des fonds, les propriétaires fonciers au sein d'une zone identifiée auront besoin de s'adresser à un jury composé de représentants de Peel, des autorités locales et des experts indépendants écologiques. Ce panel se réunira régulièrement tout au long de l'année. r.
Peel Wind Power est membre de l'Association Britannique de l'Énergie Éolienne et déclare dans son profil qu'il recherche activement de nouvelles opportunités dans le secteur des énergies renouvelables. En novembre 2008, la société a annoncé un accord de deux ans pour rechercher à développer des parcs éoliens sur des terrains appartenant à UK Coal. Si les 14 sites visés par l'accord ont été développés avec succès, ils ont le potentiel pour les 54 éoliennes produisant jusqu'à 133 mégawatts de puissance. Le directeur de Peel Energy, Steven Underwood a déclaré : « Cet accord constitue une étape importante pour Peel énergie, élargissant considérablement son oléoduc terrestre et permettant l'accès à certains des meilleurs endroits pour les parcs éoliens au Royaume-Uni ». Le groupe Peel détient une participation de 28 % dans l'entreprise de UK Coal.

## Spécifications

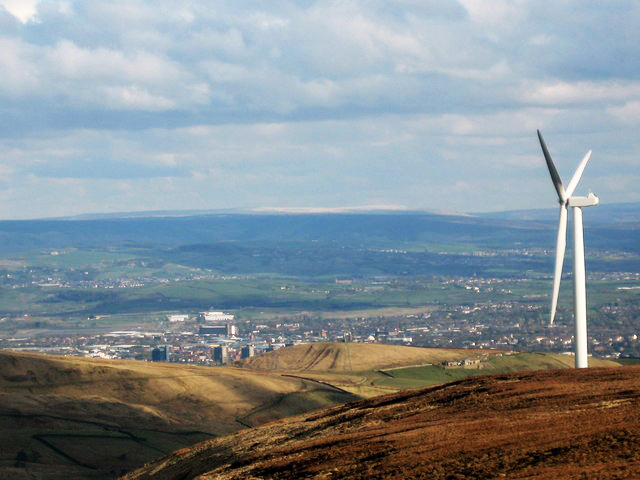
Tour de la Turbine n ° 9 surplombant Rochdale

| Fabricant                                         | Nordex               |
| Modèle                                            | N80                  |
| Hauteur de la tour                                | 60 mètres            |
| Longueur de la lame                               | 40 mètres            |
| Hauteur totale maximum                            | 100 mètres           |
| Poids de la turbine                               | 250 tonnes           |
| Effet maximum de la turbine                       | 2,5 mégawatts        |
| La puissance nominale totale (production maximum) | 65 mégawatts         |
| L'électricité produite par an                     | 154 000 MWh (550 TJ) |
| Facteur de charge                                 | 27 %                 |
| Total de dioxyde de carbone (CO2) déplacé par an  | 160 000 tonnes       |
| Total de dioxyde de soufre (SO2) déplacé par an   | 2 000 tonnes         |
| Total d'oxydes d'azote (NOx) déplacé par an       | 570 tonnes           |

### Facteur de charge
Étant donné que les chiffres fournis dans le tableau ci-dessus ont été publiés avant que les éoliennes ne soient en opération pendant une année entière, il s'agit ici de projections plutôt que de chiffres enregistrés. La vitesse du vent n'est pas constante, par conséquent, la production énergétique annuelle d'un parc éolien ne parvient jamais à la somme des puissances nominales multipliée par le nombre total d'heures dans une année. Le ratio de la productivité pour une année, à ce maximum théorique est appelé le facteur de charge. Les facteurs de charge habituels varient de 20 à 40 %, avec des valeurs à l'extrémité supérieure de la fourchette réalisées sur des sites particulièrement favorables,. Le facteur de charge estimé pour le Parc Éolien de Scout Moor, calculé à partir des projections de la société, est de 27 %.